# Wanchy-Capval
Wanchy-Capval ist eine französische Gemeinde mit 330 Einwohnern (Stand: 1. Januar 2022) im Département Seine-Maritime in der Region Normandie. Sie gehört zum Arrondissement Dieppe und zum Kanton Neufchâtel-en-Bray (bis 2015: Kanton Londinières). 

## Geographie
Wanchy-Capval liegt etwa 21 Kilometer ostsüdöstlich von Dieppe am Eaulne. Umgeben wird Wanchy-Capval von den Nachbargemeinden Bailly-en-Rivière im Norden, Les Ifs im Norden und Nordosten, Fresnoy-Folny im Nordosten, Londinières im Osten und Südosten, Sainte-Agathe-d’Aliermont im Süden, Notre-Dame-d’Aliermont im Südwesten sowie Douvrend im Westen.

## Bevölkerungsentwicklung
| Jahr                      | 1962 | 1968 | 1975 | 1982 | 1990 | 1999 | 2006 | 2013 |
| Einwohner                 | 524  | 448  | 445  | 397  | 351  | 317  | 340  | 346  |
| Quelle: Cassini und INSEE |      |      |      |      |      |      |      |      |

## Sehenswürdigkeiten
- Kirche Saint-Pierre aus dem 11. Jahrhundert
- Kirche Saint-Mellan aus dem 11. Jahrhundert